# Universiteit van Cape Coast
De Universiteit van Cape Coast (Engels: University of Cape Coast, afgekort: UCC) is een Engelstalige instelling voor hoger onderwijs in Ghana. De hoofdcampus bevindt zich 5 kilometer ten westen van de stad Cape Coast in de regio Central, direct aan de Golf van Guinee. De universiteit, die de bijnaam 'Cape Vars' heeft, begon in 1962 als onderdeel van de Universiteit van Ghana, maar is sinds 1971 een onafhankelijke universiteit. De universiteit is multidisciplinair en de studies die aangeboden worden, zijn dan ook te vinden in de hoek van de alfa-, bèta- en gammawetenschappen. Ook worden er veel praktische vakken gedoceerd. De rector van de universiteit is Sam E. Jonah, maar staat onder de dagelijkse leiding van vice-rector Prof. Domwini Dabire Kuupole. De voorzitter van de universiteit is A. K. B. Ampiah. 
De universiteit komt voor in de rankings als de nummer 3 universiteit van Ghana, nummer 62 van Afrika en nummer 3393 van de wereld, en is lid van de Vereniging van Universiteiten van het Gemenebest, de Vereniging van Afrikaanse Universiteiten en de Internationale Vereniging van Universiteiten.

## Geschiedenis
De universiteit werd opgericht in oktober 1962 als University College, en was als zodanig onderdeel van de Universiteit van Ghana. De reden van oprichting was de grote vraag naar hoogopgeleid personeel in de regio op het gebied van onderwijs. De studenten werden in die tijd dan ook voornamelijk opgeleid tot docent. Tegenwoordig is de focus wat breder: men bereidt studenten nu ook voor op een andere baan binnen de overheid of in de industrie.
De universiteit begon met twee departementen: alfawetenschappen en betawetenschappen. Deze departementen groeiden een jaar later uit tot faculteiten waar 155 studenten begonnen aan hun opleiding. In 1964 kwamen daar de faculteiten Educatie en Economie & Sociale Studies bij. Op 1 oktober 1971 werd de universiteit onafhankelijk met de University of Cape Coast Act, waarna ze haar eigen diploma's uit kon geven. Ook toen ging de universiteit door met uitbreiden: in 1975 kwam de nieuwe faculteit Landbouwwetenschappen erbij. In de loop van de jaren werden er nieuwe faculteiten toegevoegd en werd de universiteit geherstructureerd. In 2008 was de School voor Medische Wetenschappen, het laatst toegevoegde onderdeel, volledig operationeel.
De universiteit telt nu 35.922 studenten. 18.018 daarvan zijn studenten die op afstand studeren. UCC werkt samen met scholen in de regio door studenten van die scholen een plek te bieden.

## Campus
De zuidelijke campus van de universiteit ligt zo'n vijf kilometer van Cape Coast verwijderd, op een heuvel direct aan de Golf van Guinee. Ook beschikt de universiteit over een noordelijke campus, die later gebouwd is dan de zuidelijke. Op zeer kleine afstand van de campus liggen twee van Ghana's belangrijkste historische plekken: Kasteel Cape Coast en Elmina.
Studenten zijn gehuisvest in verschillende studentencomplexen, die op de campussen gelegen zijn. Ook beschikt de universiteit over een van de grootste bibliotheken in Ghana.

## Organisatie
De universiteit van Cape Coast heeft de volgende faculteiten, instituten en schools:
- Faculteit Alfawetenschappen
- Faculteit Educatie
- Instituut voor Educatie
- Faculteit Sociale Wetenschappen
- School voor Landbouwwetenschappen
- School voor Biologische Wetenschappen
- School voor Fysische Wetenschappen
- School voor Bedrijfskunde
- School voor Medische Wetenschappen
- School voor Rechtsgeleerdheid

## Fotogalerij

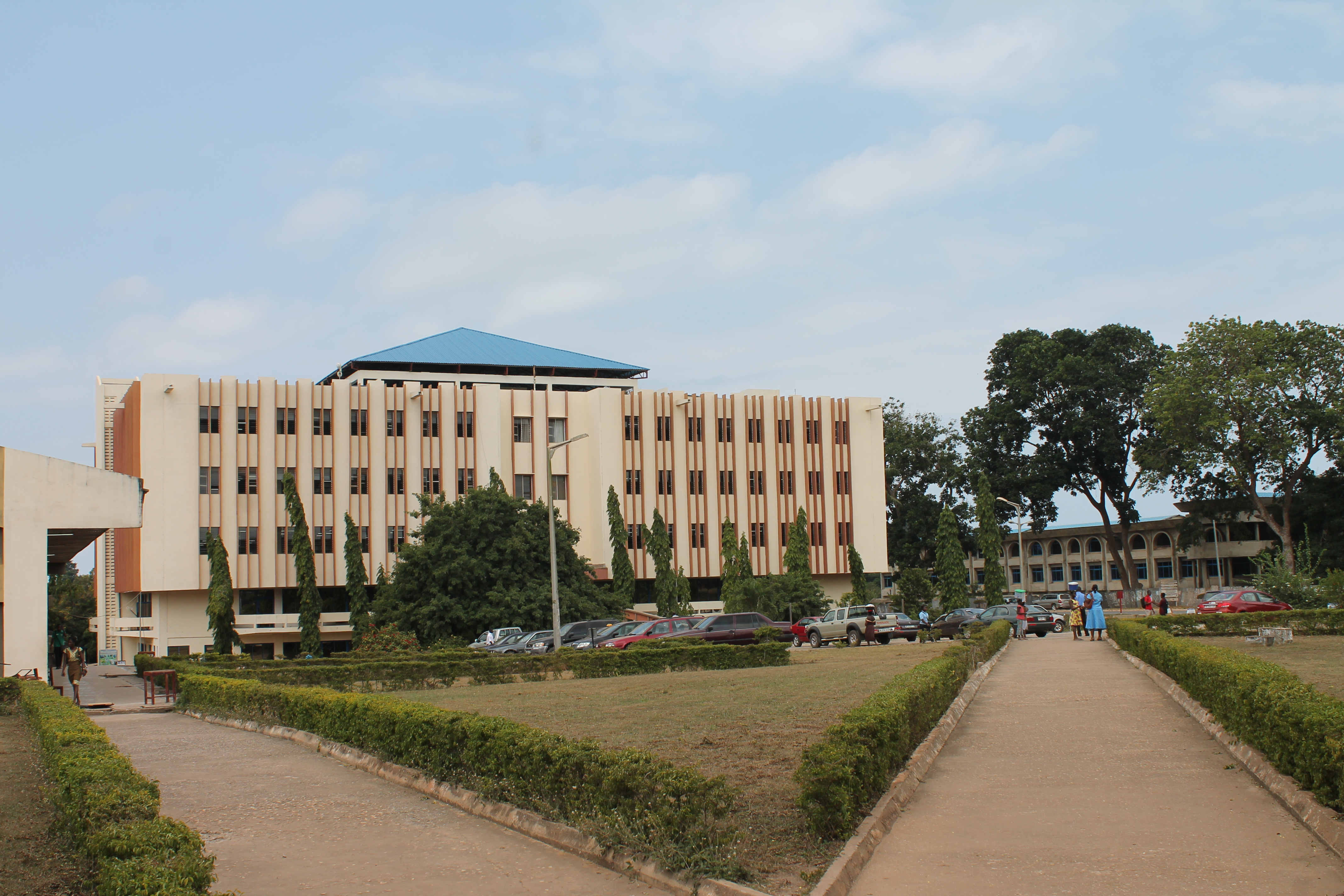
UCC Universiteitsbibliotheek
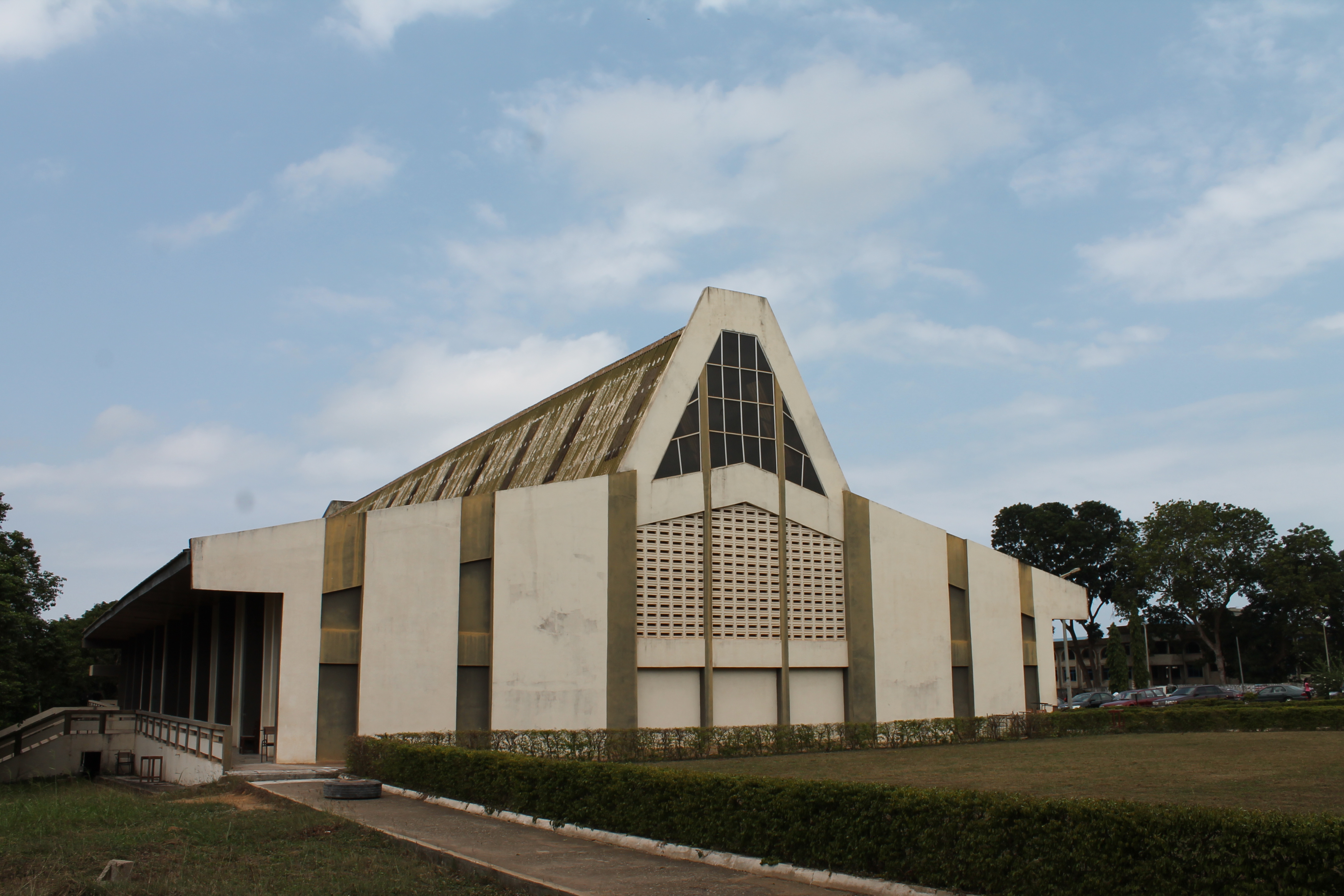
Buitenkant van de grote collegezaal
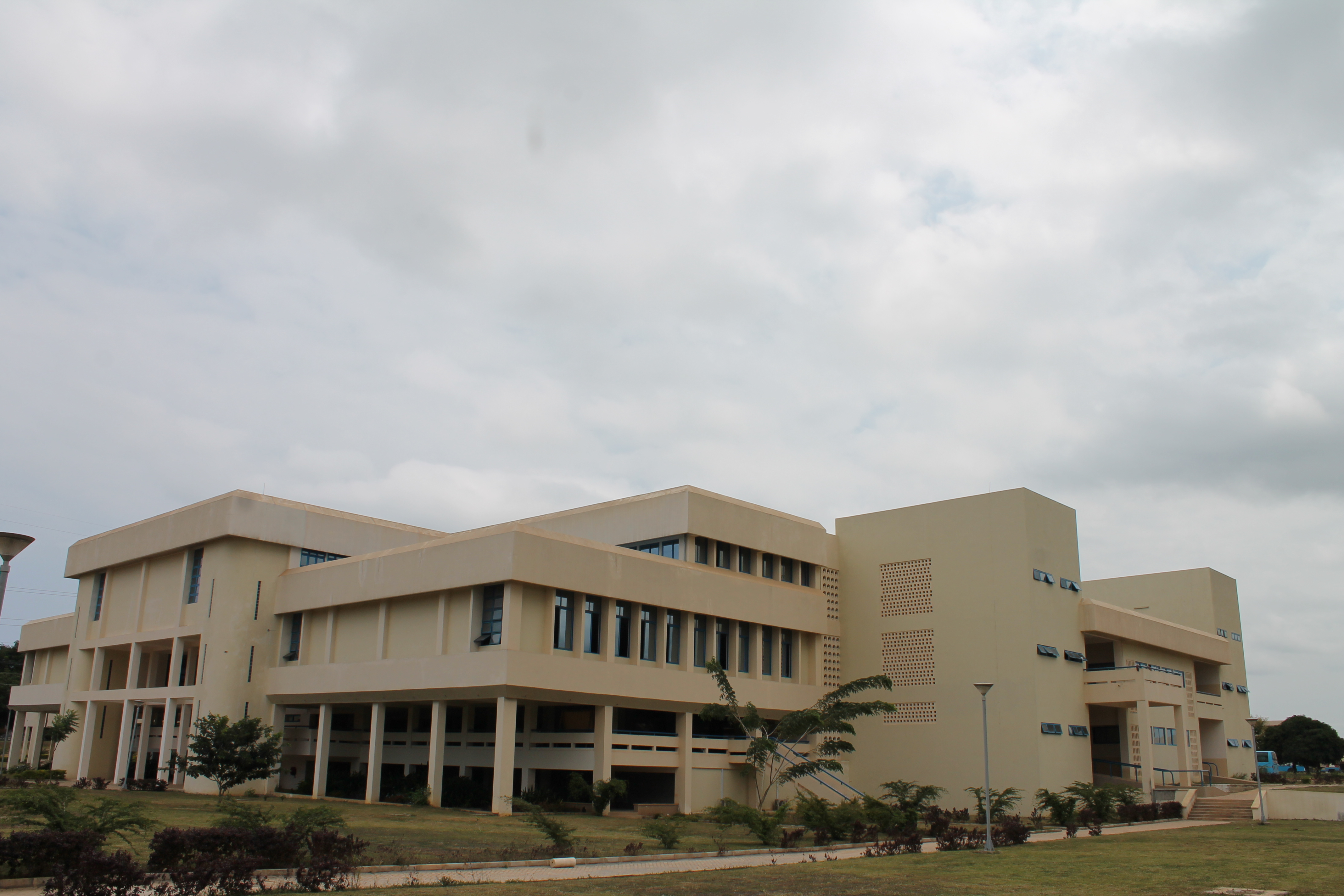
Faculteit Educatie
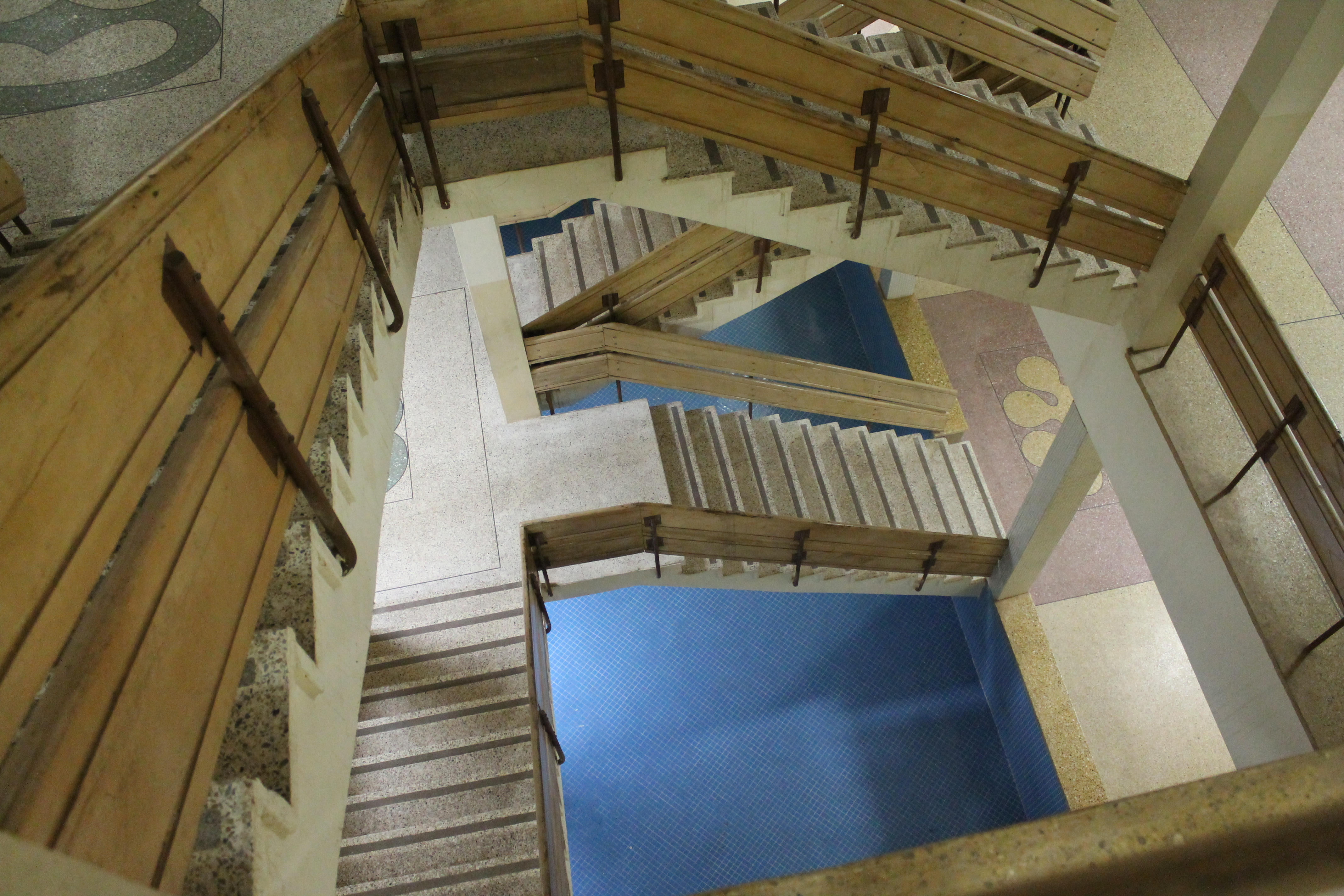
Trappenhuis Faculteit Educatie